# Ildebrando Grassi
Ildebrando Grassi (ur. ?, zm. 8 listopada 1178 w Vicenzy) – włoski kardynał.
Pochodził z Bolonii i należał do miejscowej kongregacji kanoników regularnych S. Maria di Reno. W latach 1148–1156 był rektorem katedry S. Germiniano w Modenie i prawdopodobnie także administratorem diecezji modeńskiej. W 1152 roku Eugeniusz III mianował go kardynałem. Podpisywał bulle papieskie kolejno jako diakon Świętego Kościoła Rzymskiego (2 czerwca – 20 grudnia 1152), diakon Sant’Eustachio (20 stycznia 1153 – 31 grudnia 1156) i prezbiter Santi XII Apostoli (4 stycznia 1157 – 26 sierpnia 1177). W latach 1153–1154 był legatem w Lombardii i Romanii. Uczestniczył w podwójnej papieskiej elekcji 1159 i udzielił w niej poparcia prawowitemu papieżowi Aleksandrowi III. Przez wiele lat działał jako jego legat i wikariusz apostolski w Wenecji (1161-66) i Lombardii (1166-77), m.in. wspierając działalność Ligi Lombardzkiej, walczącej z popierającym antypapieży cesarzem Fryderykiem I. Zmarł w Vicenzy.